# Flávio Teixeira Dias Neto
Flávio Teixeira Dias Neto (Belo Horizonte, 14 de outubro de 1971) é lutador e professor de jiu-jitsu brasileiro. 
Faixa preta 6º Grau pela Confederação Brasileira de Jiu-Jitsu.

## Carreira
Iniciou no jiu-jitsu em 1982 e em 1992 foi graduado faixa preta aos 21 anos. Renomado profissional é o responsável pela Equipe Kimura, também árbitro internacional faz parte do corpo arbitral da LBJJ e da FMJJ. Foi vice-presidente da Liga Brasileira de Jiu-Jitsu entre 2003 e 2007.

## Títulos
Possui, 17 títulos estaduais mineiros, 7 títulos brasileiros. Consagrou-se campeão sul-americano e campeão pan-americano pela CBJJE.

## Honraria
Em 2013 o professor de jiu-jitsu foi homenageado com o Grande Colar do Mérito Legislativo Municipal, a maior honraria concedida pela Câmara Municipal de Belo Horizonte, Minas Gerais.